# Паризька зелень
Пари́зька зе́лень Cu(CH3COO)2*3Cu(AsO2)2 — інсектицид. Тонкий кристалічний порошок зеленого кольору, нерозчинний у воді. Один з найтоксичніших миш'яксовмімсних препаратів проти комах — шкідників рослин. Дуже отруйний.